# Aptesis breviaria
Aptesis breviaria là một loài tò vò trong họ Ichneumonidae.